# Karcsúujjú erszényesmókus
A karcsúujjú erszényesmókus (Dactylopsila palpator) a kúszóerszényes-alakúak (Diprotodontia) rendjéhez, ezen belül a siklóerszényes-félék (Petauridae) családjához tartozó faj.

## Előfordulása
Új-Guinea (a nagy szigetnek mind az indonéz, mind a pápua új-guineai felén előfordul) szigetén található meg.